# Riserva naturale della Tenuta di Acquafredda
La riserva naturale della Tenuta di Acquafredda è un'area naturale protetta situata nel comune Roma, compresa nel quartiere Primavalle  è nella zona Casalotti. La riserva occupa una superficie di 254 ettari nell'ecosistema ambientale Ponte Galeria - Arrone.